# 八幡神社 (白井市復)
八幡神社（はちまんじんじゃ）は、千葉県白井市復にある神社である。旧社格は村社。

## 祭神
- 応神天皇

## 由緒
由緒書には鎮座不詳とされ、建立は1761年（宝暦11年）ではないかとされている。

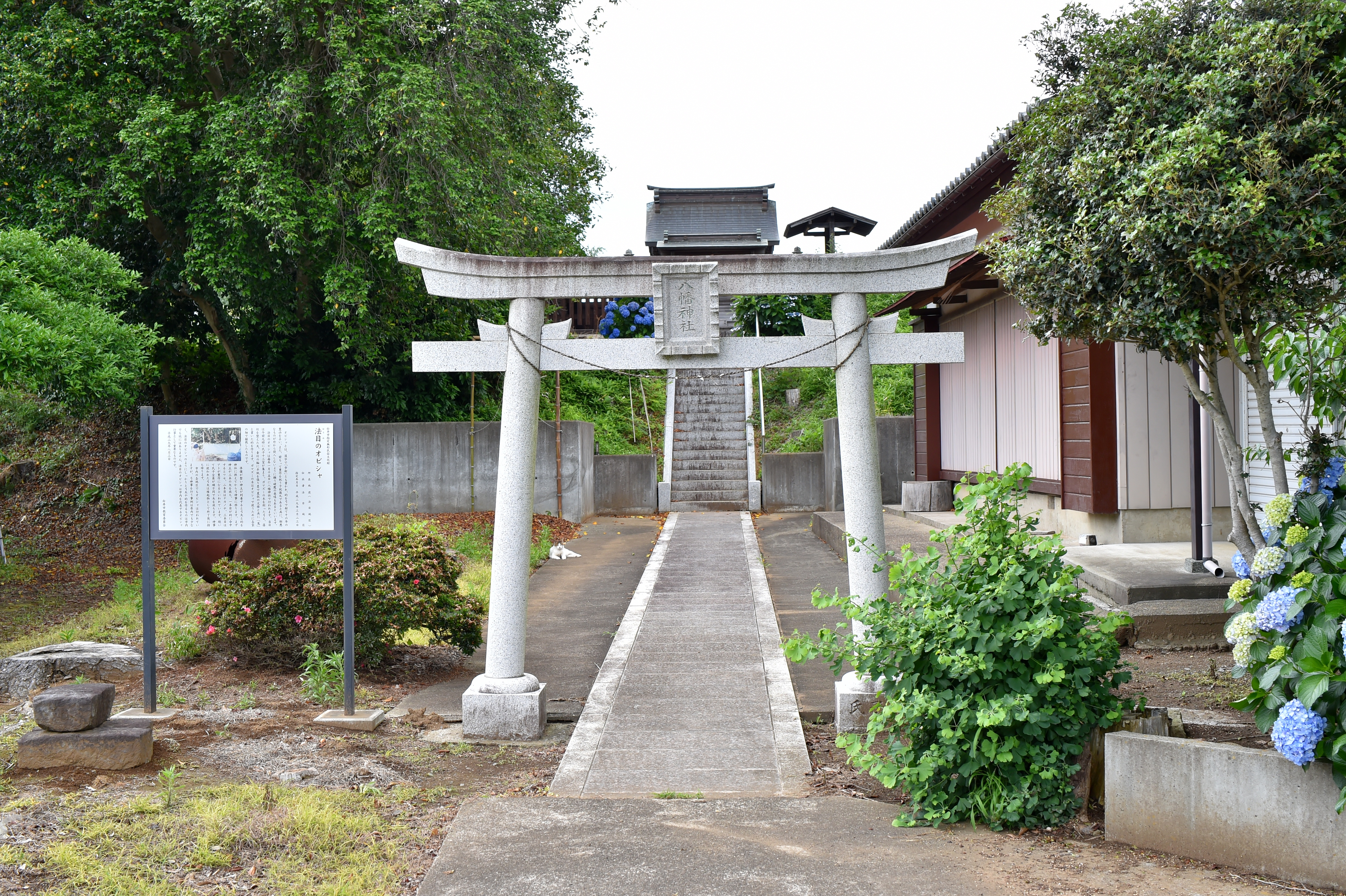
鳥居
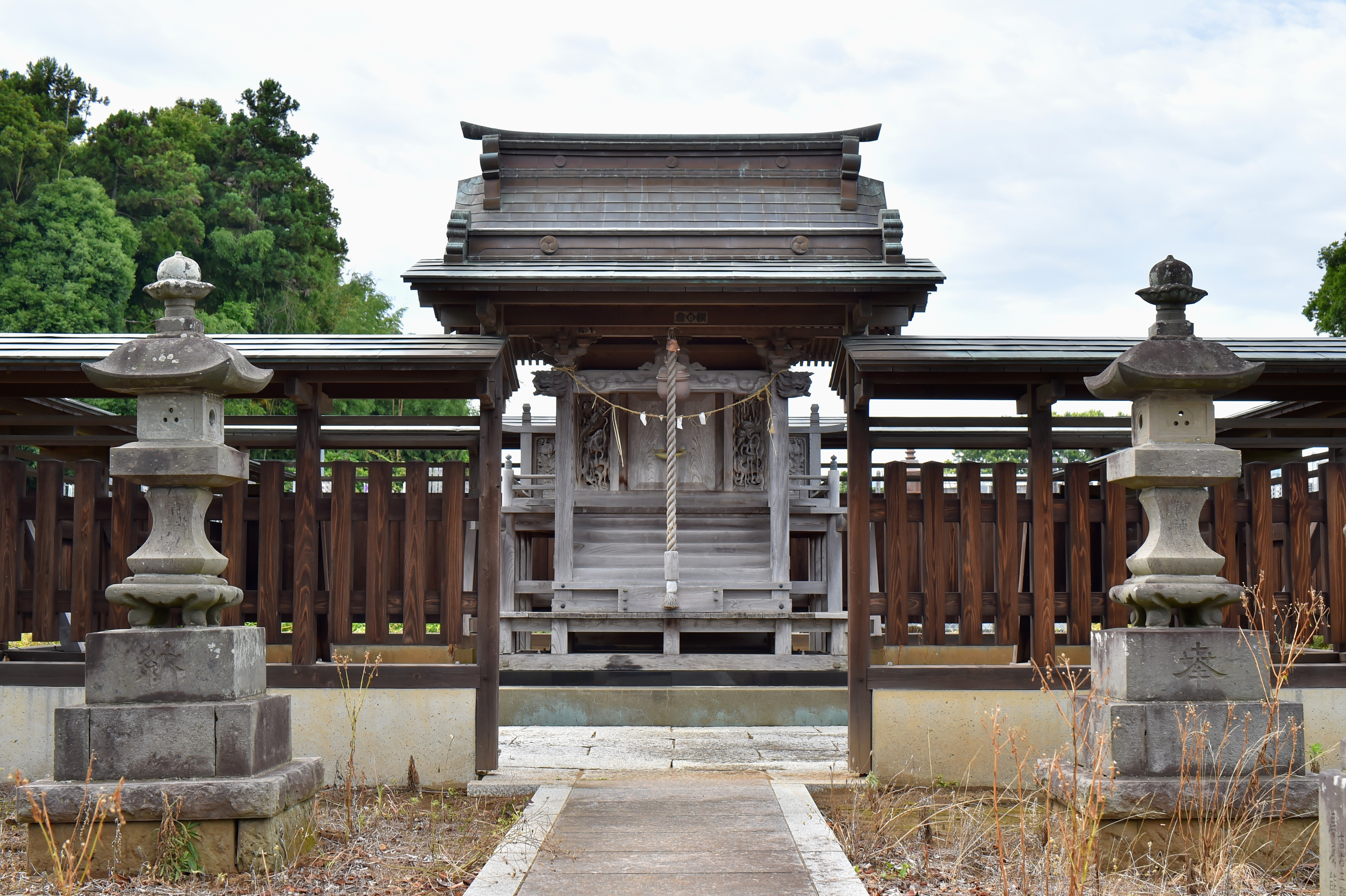
拝殿
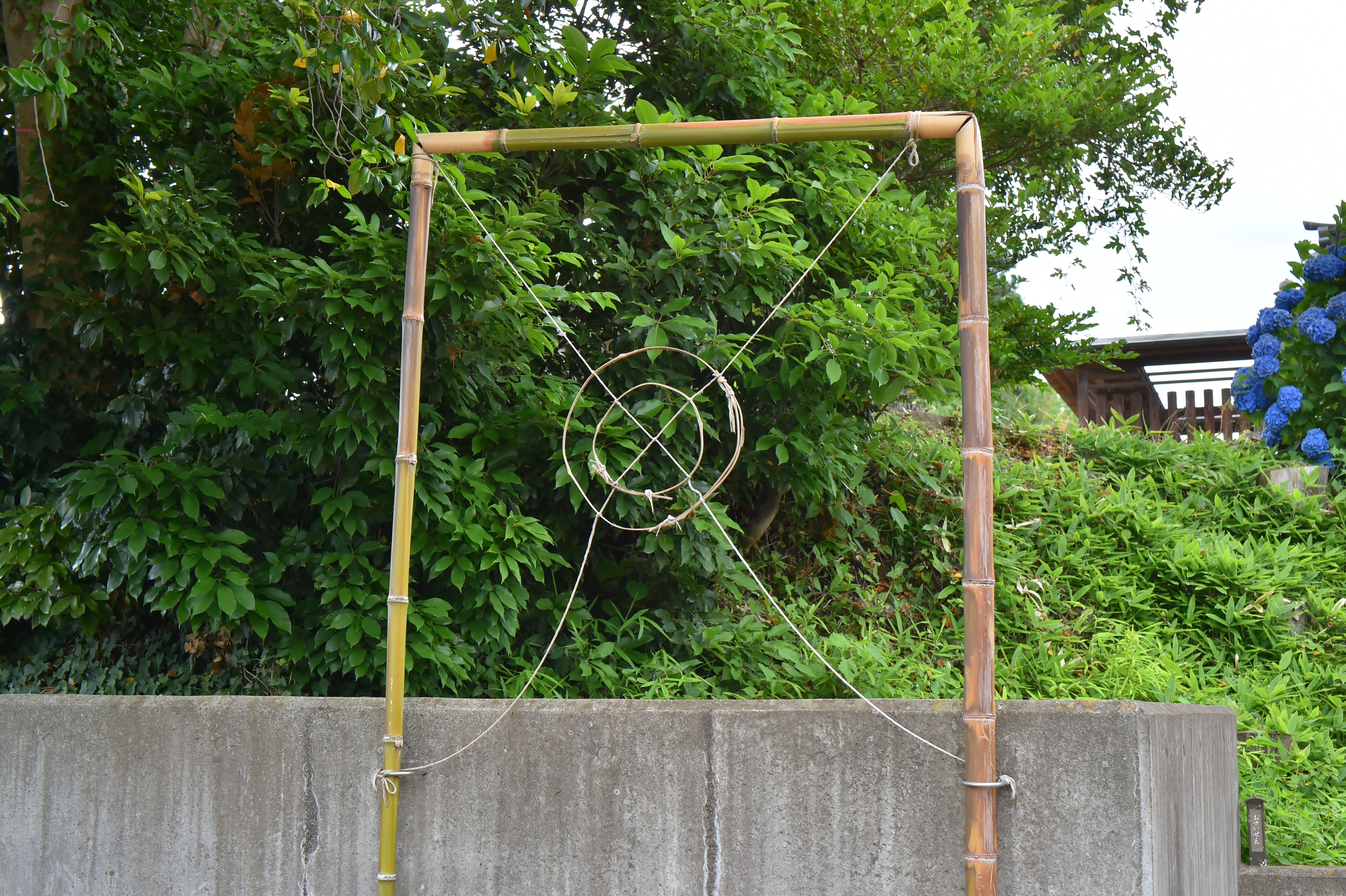
「法目のオビシャ」で使われる弓矢の的